# Emzarios Bendinidis
Emzarios Bendinidis (gr. Εμζάριος Μπεντινίδς; gruz. ემზარ ბედინეიშვილი, Emzar Bedineiszwili; ur. 16 sierpnia 1975) – gruziński a od 2004 roku grecki zapaśnik walczący w stylu wolnym. Trzykrotny olimpijczyk. Dziewiąty w Pekinie 2008; dziesiąty w Atenach 2004 i siedemnasty w Sydney 2000. Startował w kategoriach 69–74 kg.
Siedmiokrotny uczestnik mistrzostw świata; czwarty w 1999; szósty w 1998 i 2001. Mistrz Europy w 2000 a cztery razy stawał na najniższym stopniu podium w 1999, 2004, 2007 i 2006. Pierwszy na mistrzostwach śródziemnomorskich w 2011. Drugi na igrzyskach wojskowych w 1999 roku.
- Turniej w Sydney 2000 - 69 kg

Przegrał z Amirem Tawakkolijanem z Iranu i Danielem Igalim z Kanady i odpadł z turnieju.
- Turniej w Atenach 2004 - 69 kg

Wygrał z Węgrem Árpádem Ritterem i przegrał z Rosjaninem Buwajsarem Sajtijewem.
- Turniej w Pekinie 2008 - 74 kg

Zwyciężył Kanadyjczyka Matta Gentrego i przegrał z Rumunem Stefanem Gheorghiţą a w ćwierćfinale uległ Uzbekowi Sosłanowi Tigijewowi.